# 카르날리주

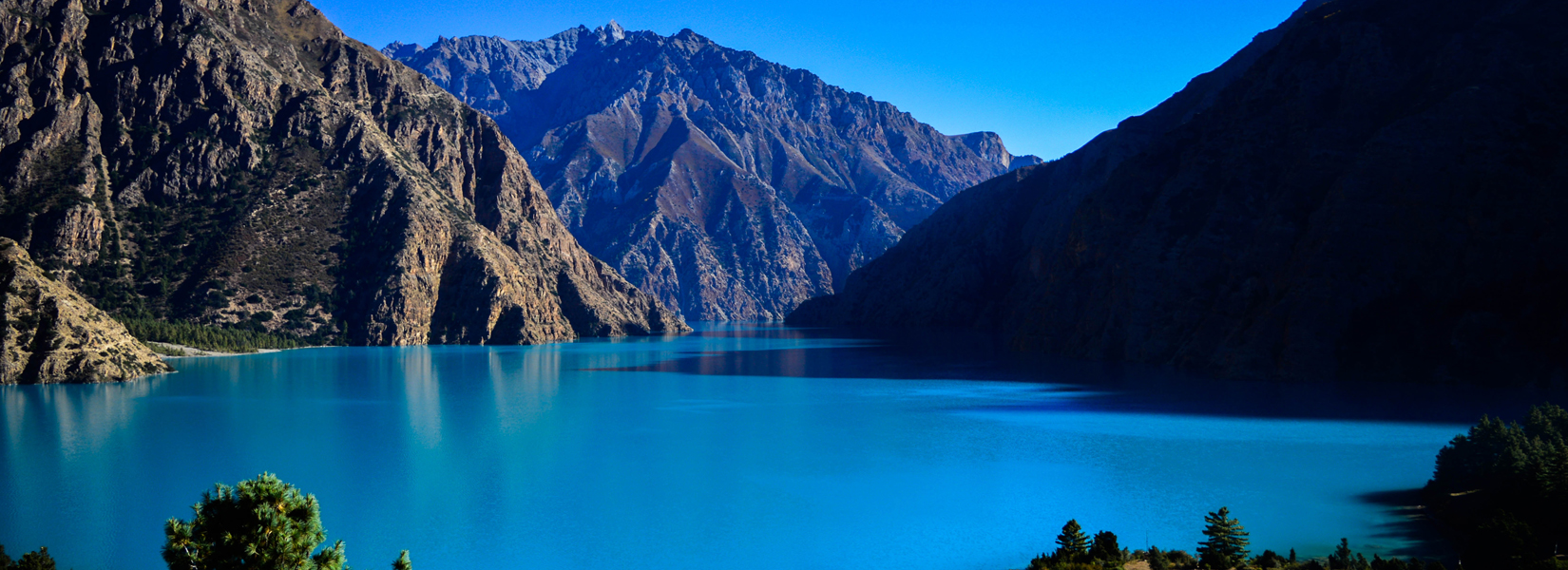

카르날리주(Karnali Province, कर्णाली प्रदेश)는 2015년 9월 20일 공표된 네팔 헌법에 의해 설립된 7개의 연방주 가운데 하나이다. 총 면적은 27,984 제곱 킬로미터이며 국가 면적 중 18.97%를 차지함으로써 네팔에서 가장 큰 주이다. 2011년 네팔 인구 조사에 따르면 이 주의 총 인구 수는 1,570,418명으로, 네팔에서 인구 수가 가장 적은 주이다. 주청사 소재지 겸 최대 도시는 비렌드라나가르다.

## 같이 보기
- 네팔의 주